# 福克斯河州立監獄
霍士河州立監獄（英語：Fox River State Penitentiary）是美國電視連續劇《逃》第一季中虛構的一所最高安全級別監獄。該監獄在現實世界中的拍攝地其實是喬利埃特監獄，位於美國伊利諾伊州的喬利埃特。

## 拍攝
喬利埃特監獄於1858年建成，2002年關閉，拍攝工作在空置的監獄中進行，由於其濃厚的歷史背景，該劇的製片人保羅·舒爾靈甚至將監獄本身形容為一個角色。